# 场景图
场景图（Scene Graph）是组织和管理三维虚拟场景的一种数据结构，是一个有向无环图（Directed Acyclic Graph， DAG）。

## 开源的场景图
- OpenSceneGraph
- OpenSG